# Гачечиладзе, Леван Джондоевич
Леван Джондоевич Гачечиладзе (груз. ლევან გაჩეჩილაძე; 20 июля 1964, Тбилиси — 20 августа 2025) — грузинский предприниматель и оппозиционный политик, главный кандидат от оппозиции на президентских выборах 2008 года.

## Биография

### Трудовая деятельность
Окончил Тбилисский государственный университет по специальности «математика-кибернетика», специализировался на математических методах в экономике.
Работал лаборантом на кафедре экономики торговли в Тбилисском государственном университете; коммерческим агентом торгово-промышленной фирмы «Лило»; заместителем начальника коммерческого отдела департамента спорта Грузии.
В 1993 году стал одним из основателей ведущей грузинской компании по производству вин Georgian Wine and Spirits Company (GWS), с 1997 — её президентом. В 1999 году был назван бизнесменом года. В 2007 году состояние Л. Гачечиладзе оценивалось в 10 миллионов долларов.

### Политическая деятельность
В 1999 году был избран депутатом парламента Грузии по списку «Союза граждан Грузии», поддерживавшего президента Э. Шеварднадзе, и по 2000 год возглавлял парламентский комитет по экономической политике и реформам.
В июне 2000 года стал председателем объединения «Новые правые», созданного на базе парламентской «новой фракции» во главе с депутатом Давидом Гамкрелидзе. В июне 2003 года уступил место главы «Новых правых» Гамкрелидзе. На парламентских выборах в ноябре 2003 года «Новые правые» набрали 7,35 % голосов избирателей; Л. Гачечиладзе был избран мажоритарным депутатом в Вакийском районе (Тбилиси). «Революцию роз» «Новые правые» не поддержали. Л. Гачечиладзе, симпатизировавший революции, в декабре 2003 года временно отошёл от активной политики. На парламентских выборах в марте 2004 года «Новые правые» вместе с движением «Промышленность спасёт Грузию» набрали 7,96 % голосов. Л. Гачечиладзе, избранный в парламент от «Новых правых» по Вакийскому району Тбилиси, покинул объединение «Новые правые» и вошёл в межпартийную фракцию «Демократический фронт» Давида Зурабишвили, а также в состав финансово-бюджетного комитета.
Одновременно с 2002 по 2004 год был депутатом Сакребуло Тбилиси.
В сентябре 2006 года в качестве независимого депутата присоединился к коалиции десяти оппозиционных партий, сформированной против М. Саакашвили.
7 ноября 2007 года участвовал в митинге, требованием которого были отставка М. Саакашвили, проведение досрочных парламентских выборов и освобождение политзаключённых. Во время митинга серьёзно пострадал от действий полиции — был сильно избит и на машине «скорой помощи» доставлен в больницу.
12 ноября 2007 года Национальный совет объединённой оппозиции избрал Л. Гачечиладзе единым кандидатом от оппозиции на внеочередных выборах президента Грузии, назначенных на 5 января 2008 года. 7 декабря 2007 года Л. Гачечиладзе был официально зарегистрирован кандидатом в президенты Грузии. По данным Центризбиркома Грузии, на выборах президента Грузии Л. Гачечиладзе получил 25,69 % голосов, заняв второе место (после М. Саакашвили).
21 мая 2008 года Л. Гачечиладзе был избран депутатом парламента Грузии по спискам объединённой оппозиции.
В октябре 2010 года вместе с Ираклием Окруашвили и другими оппозиционерами основал «Грузинскую партию», целью которой было заявлено улучшение российско-грузинских отношений и вступление в Евросоюз; в ноябре 2010 года на съезде партии избран её сопредседателем. Однако уже в июне 2011 года покинул «Грузинскую партию», ссылаясь на то, что решения её руководства противоречили курсу на единство оппозиции.

## Семья
Женат, имеет троих сыновей.
Его брат Георгий Гачечиладзе — известный рэп-певец Utsnobi (The Stranger).